# (3956) Caspar
(3956) Caspar (1988 VL1) – planetoida z grupy pasa głównego asteroid okrążająca Słońce w ciągu 3,35 lat w średniej odległości 2,24 j.a. Odkryta 3 listopada 1988 roku.